# 教授学
教授学（きょうじゅがく、英: Didactics、仏: Didactique、独: Didaktik）は、教育 (teaching) と学習 (learning) を研究の対象とする学問。一般に、教育内容に特化している点が、教育学 (pedagogy) と異なる。
教授学の意味は国により若干異なる。英語圏で用いられることは少ない。日本では、教授法 (teaching method) を研究の対象とする学問と捉えられることがある。